# BeFreier und Befreite
BeFreier und Befreite ist ein zweiteiliger deutscher Dokumentarfilm aus dem Jahr 1992 von Helke Sander. Das Buch zum Film entstand unter Mitarbeit der Historikerin Barbara Johr. Der Film wurde auf der Berlinale 1992 uraufgeführt, befasst sich mit Vergewaltigungen an Frauen zum Ende des Zweiten Weltkrieges und ist einer der ersten Filme, der sich mit sexueller Gewalt im Krieg befasst.

## Inhalt
Die Regisseurin Helke Sander recherchierte in Militärarchiven, interviewte einzelne Frauen, Soldatinnen, Soldaten, Ärztinnen und Kindern, die durch Vergewaltigungen gezeugt wurden. Die meisten Zeitzeugen dieser Kriegsverbrechen, Kinder und vergewaltigten Frauen kommen in diesen Gesprächen zum ersten Mal zu Wort. Im Gegensatz zu den Kriegserlebnissen von Männern, die öffentlich verhandelt werden, herrschte zu den Kriegsbeschädigungen vergewaltigter Frauen Schweigen.

## Hintergründe
Helke Sander war eine der ersten Personen, die sich ausführlich mit dem tabuisierten Thema der sexuellen Gewalt als Kriegsverbrechen im Zweiten Weltkrieg befasste und einen Dokumentarfilm dazu veröffentlichte. Sie begann 1972 mit der Arbeit an diesem Thema. In den Jahren 1990 und 1991 führte sie Interviews in Berlin, Freudenstadt, Moskau und Minsk. Bei der Recherchearbeit in russischer Sprache in Moskau und Minsk wurde sie bei den Gesprächen mit ehemaligen Soldatinnen und Soldaten der Roten Armee von Swetlana Alexejewitsch unterstützt.
Die Produktion wurde gefördert vom Hamburger Filmbüro, der Filmförderung des BKM, der Initiative Kommunales Kino e. V., Hamburg. Der Berliner Senatorin für kulturelle Angelegenheiten unterstützte die Recherche.

## Veröffentlichung
Nach der Uraufführung des Filmes am 22. Februar 1992 bei der Berlinale erschien das gleichnamige Begleitbuch im Verlag Antje Kunstmann. BeFreier und Befreite hatte nach der Uraufführung eine Kinoauswertung in Deutschland. Am 29. November 1993 erfolgte die TV-Premiere bei West 3.
2007 wurde der Film als DVD veröffentlicht. 2016 erschien In der Edition der Filmemacher: Helke Sander die sechsteilige DVD-Box bei Neue Visionen unter dem Label good!movies! BeFreier und Befreite wurde 2020 im Rahmen des Förderprogramms Filmerbe (FFE) von der Deutschen Kinemathek digitalisiert.

## Wirkungen und Kritik
Die Deutsche Kinemathek veröffentlicht 2025 die restaurierte digitale Fassung von BeFreier und Befreite mit folgendem Kommentar: „Der Film gilt bis heute als Meilenstein in der Anerkennung sexueller Gewalt als Kriegsverbrechen. Er basiert auf jahrelanger Recherche zu den Massenvergewaltigungen durch die Rote Armee am Ende des Zweiten Weltkriegs. In 200 Minuten, in zwei Teile gegliedert, legt die Regisseurin erstmals konkrete Zahlen über das Ausmaß der Gewaltverbrechen vor. Sie interviewt Überlebende, ehemalige Rotarmist*innen und die aus den Vergewaltigungen geborenen Kinder und montiert deren Aussagen mit Archivmaterial. Eine Emotionalisierung des Themas wird vermieden, um revanchistische Deutungen auszuschließen.“
Die Sprachwissenschaftlerin Luise Pusch schreibt im März 2017: "Sehr wichtig ist Johrs Abhandlung über die genaue Anzahl der Vergewaltigungen, über die es bis dahin nur vage Vermutungen gab. "Es waren sehr viele", hieß es immer nur. Sander und Johr fanden mit Hilfe des angesehenen Statistikers und Experten für Bevölkerungsverluste Dr. Gerhard Reichling heraus, dass es auf russischer Seite insgesamt 2 Millionen waren. In den deutschen Ostgebieten 1,4 Millionen, 500.000 auf dem Gebiet der ehemaligen DDR und 110.000 in Groß-Berlin. Hinzu kommen die geringeren, aber auch erheblichen Vergewaltigungszahlen durch Franzosen und Amerikaner (weniger durch Briten)."
Die Filmwissenschaftlerin Gertrud Koch kritisierte dagegen 1992 und 1994 den Film, da er den historischen Kontext zu wenig berücksichtige, besonders die Verbrechen der Wehrmacht in der Sowjetunion.
Im November 2021 veröffentlichen die wissenschaftlichen Dienste des Deutschen Bundestages ausgewählte Quellen zur Schätzung der Vergewaltigungen von Frauen im Zweiten Weltkrieg, in denen BeFreier und Befreite eine maßgebliche Rolle spielt.

## Auszeichnungen
- 1993 Minsker Frauenfilmfestival, Spezialpreis der Jury
- 1993 Nestor Almendros-Preis, Human Rights Watch Film Festival, New York[10]
- 1995 Festival Internacional de Cine Realizado por Mujeres (Internationales Frauenfilmfestival), Madrid, Spezialpreis